# Cimpanzeu comun
Cimpanzeul comun (Pan troglodytes) este o specie de maimuță antropoidă nativă din pădurea și savanele din Africa tropicală. Are patru subspecii confirmate și o a cincea subspecie propusă. Cimpanzeul și bonobo alcătuiesc împreună genul Pan. Dovezile din fosile și secvențierea ADN arată că Pan este un taxon soră al descendenței umane și este cea mai apropiată rudă în viață a oamenilor.
Cimpanzeul este acoperit cu păr negru grosier, dar fața, degetele de la mâini, degetele de la picioare, palmele mâinilor și tălpile picioarelor sunt fără păr. Este mai mare și mai robust decât bonobo, masculii cântărind 40–70 kg și femelele 27–50 kg; are o înălțime de 120-150 cm. Perioada de gestație este de opt luni. Puiul de cimpanzeu este înțărcat la aproximativ trei ani, dar de obicei menține o relație strânsă cu mama sa încă câțiva ani. Cimpanzeul trăiește în grupuri cu dimensiuni cuprinse între 15 și 150 de membri, deși indivizii călătoresc și se hrănesc în grupuri mult mai mici în timpul zilei. Specia trăiește într-o ierarhie strictă dominată de masculi, unde disputele sunt în general soluționate fără a fi nevoie de violență. Aproape toate populațiile de cimpanzei au fost înregistrate folosind unelte, modificând bețe, roci, iarbă și frunze și folosindu-le pentru vânătoare și achiziționarea de miere, termite, furnici, nuci și apă. De asemenea, specia a fost găsită creând bețe ascuțite pentru a străpunge mamifere mici.
Cimpanzeul este evaluat pe Lista Roșie IUCN ca specie pe cale de dispariție. Se estimează că există între 170.000 și 300.000 de indivizi. Cele mai mari amenințări la adresa cimpanzeului sunt pierderea habitatului, braconajul și boala. Cimpanzeii apar în cultura populară occidentală ca figuri-clovni stereotipe și au apărut în divertisment, cum ar fi petreceri de ceai ale cimpanzeilor, acte de circ și spectacole de scenă. Uneori sunt păstrați ca animale de companie, deși puterea și agresivitatea lor îi fac periculoși în acest rol. Câteva sute de cimpanzei au fost păstrați în laboratoare pentru cercetare, în special în America. S-au făcut multe încercări de a preda cimpanzeilor limbi precum limbajul semnelor, cu succes limitat.

## Taxonomie și genetică
Prima maimuță antropoidă cunoscută de știința occidentală în secolul al XVII-lea a fost „orang-outang” (genul Pongo), denumirea locală malaeziană fiind înregistrată în Java de medicul olandez Jacobus Bontius. În 1641, anatomistul olandez Nicolaes Tulp a aplicat numele unui cimpanzeu sau bonobo adus în Olanda din Angola. Un alt anatomist olandez, Peter Camper, a disecat exemplare din Africa centrală și Asia de sud-est în anii 1770, observând diferențele dintre maimuțele africane și cele asiatice. Naturalistul german Johann Friedrich Blumenbach a clasificat cimpanzeul drept Simia troglodytes în 1775. Un alt naturalist german, Lorenz Oken, a inventat genul Pan în 1816. Bonobo a fost recunoscut ca fiind distinct de cimpanzeu  în 1933.

### Evoluție
În ciuda unui număr mare de descoperiri de fosile Homo, fosilele Pan nu au fost descrise până în 2005. Populațiile existente de cimpanzei din Africa de vest și centrală nu se suprapun cu principalele situri de fosile umane din Africa de est, dar fosile de cimpanzei au fost raportate în prezent în Kenya. Acest lucru indică faptul că atât oamenii cât și membrii cladei Pan au fost prezenți în Valea Riftului din Africa de est în timpul Pleistocenului mijlociu.
Dovezile ADN sugerează că speciile de bonobo și cimpanzeu s-au separat unele de altele în urmă cu mai puțin de un milion de ani (similar cu relația dintre Homo sapiens și Neandertali).
Linia cimpanzeului s-a despărțit de ultimul strămoș comun al liniei umane acum aproximativ 6 milioane de ani. Pentru că nu există alte specii din linia umană care să fi supraviețuit în afară de Homo sapiens, ambele specii de cimpanzei sunt cele mai apropiate rude în viață ale oamenilor; descendența oamenilor și a cimpanzeilor s-a separat de gorile (genul Gorilla) acum aproximativ 7 milioane de ani. Un studiu din 2003 susține că cimpanzeul ar trebui inclus în ramura umană ca Homo troglodytes și notează „experții spun că mulți oameni de știință vor rezista reclasificării, în special în domeniul antropologiei încărcat emoțional și adesea disputat”.

## Caracteristici

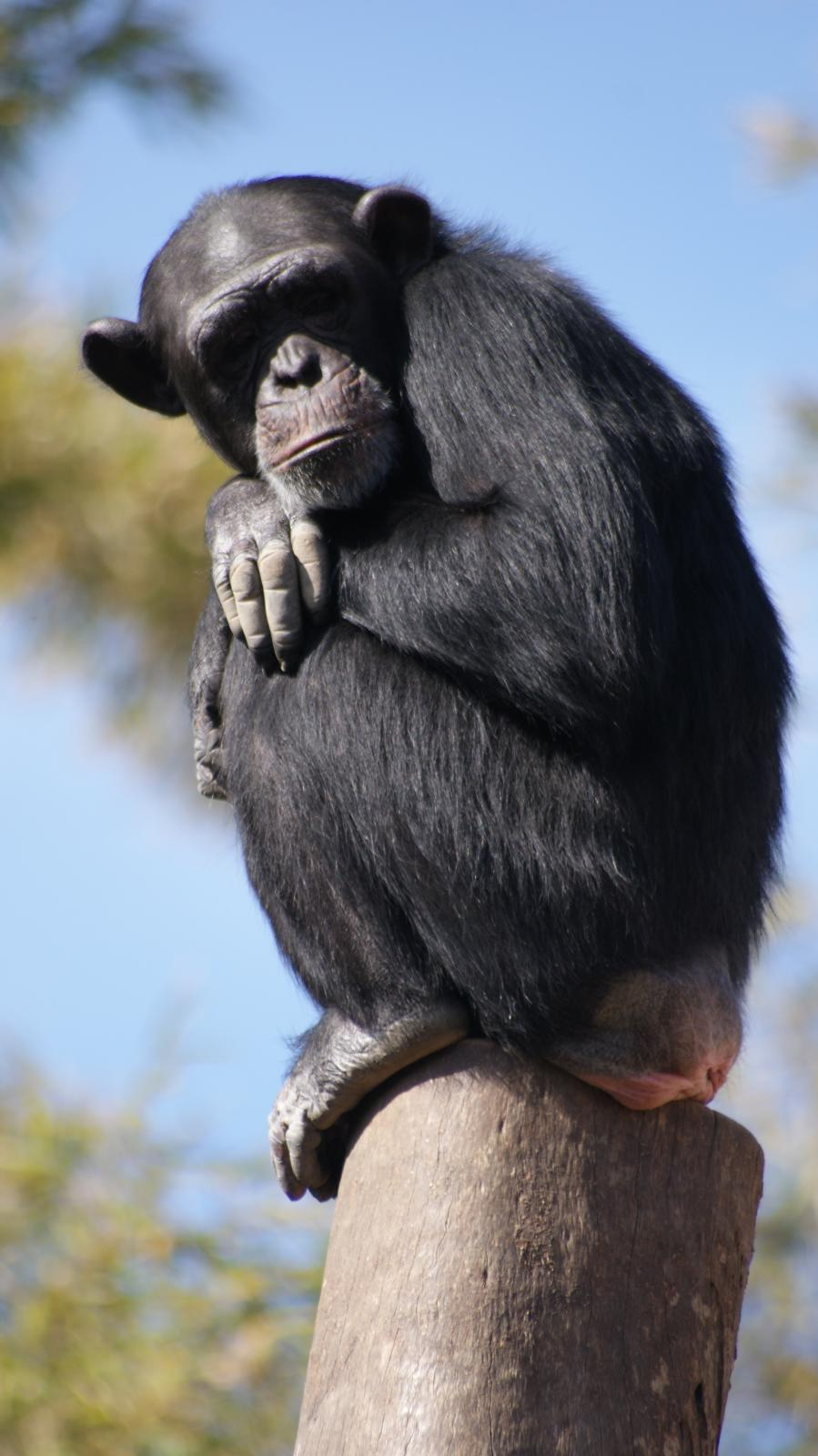
Pan troglodytes

Cimpanzeii adulți au o înălțime medie de 150 cm. Masculii adulți sălbatici cântăresc între 40 și 70 kg  iar femelele între 27 și 50 kg. În cazuri excepționale, anumiți indivizi pot depăși considerabil aceste măsurători, sărind peste 168 cm și cântărind până la 136 kg în captivitate.
Cimpanzeul are un corp mai robust decât bonobo, dar mai puțin robust decât gorila. Brațele unui cimpanzeu sunt mai lungi decât picioarele sale și pot ajunge sub genunchi. Mâinile au degete lungi dar degetul mare este scurt iar unghiile sunt plate. Picioarele sunt adaptate pentru apucare, degetul mare fiind opozabil. Bazinul este lung cu un ilium extins. Capul unui cimpanzeu este rotunjit cu o față proeminentă, cu prognatism și o creastă pronunțată a frunții. Are un nas mic, urechi rotunjite fără lob, o buză superioară mobilă lungă și, la masculii adulți, dinți canini ascuțiți. Cimpanzeilor le lipsește creasta sagitală proeminentă și musculatura asociată a capului și gâtului gorilelor.
Corpurile cimpanzeilor sunt acoperite de păr grosier, cu excepția feței, degetelor de la mâini, degetelor de la picioare, palmelor mâinilor și tălpilor picioarelor. Pe măsură ce îmbătrânesc, cimpanzeii pierd mai mult păr și dezvoltă pete chele. Părul unui cimpanzeu este de obicei negru, dar poate fi brun sau roșcat. Pe măsură ce îmbătrânesc, pot apărea pete albe sau gri, în special pe bărbie și regiunea inferioară. Pielea poate varia de la pal la întunecat, iar femelele dezvoltă o piele roz, umflată când sunt la estru.
Cimpanzeii sunt adaptați atât pentru locomoția arboricolă, cât și pentru cea terestră. Locomoția arboricolă constă în urcare verticală și brahială. La sol, cimpanzeii se mișcă atât patruped cât și biped, ceea ce pare să aibă costuri energetice similare. Puterea fizică a cimpanzeilor este de aproximativ 1,5 ori mai mare decât a oamenilor, datorită conținutului mai ridicat de fibre musculare cu contracție rapidă, una dintre adaptările cimpanzeului pentru cățărare și legănare. Conform grădinii zoologice japoneze Asahiyama, rezistența la prindere a unui cimpanzeu adult este estimată la 200 kg, în timp ce alte surse susțin cifre de până la 330 kg.

## Comportament
Studii recente au sugerat că observatorii umani influențează comportamentul cimpanzeilor. O sugestie este că ar trebui utilizate dronele, camerele și microfoanele la distanță pentru a înregistra și monitoriza cimpanzeii, mai degrabă decât prin observarea directă.

### Structura grupului

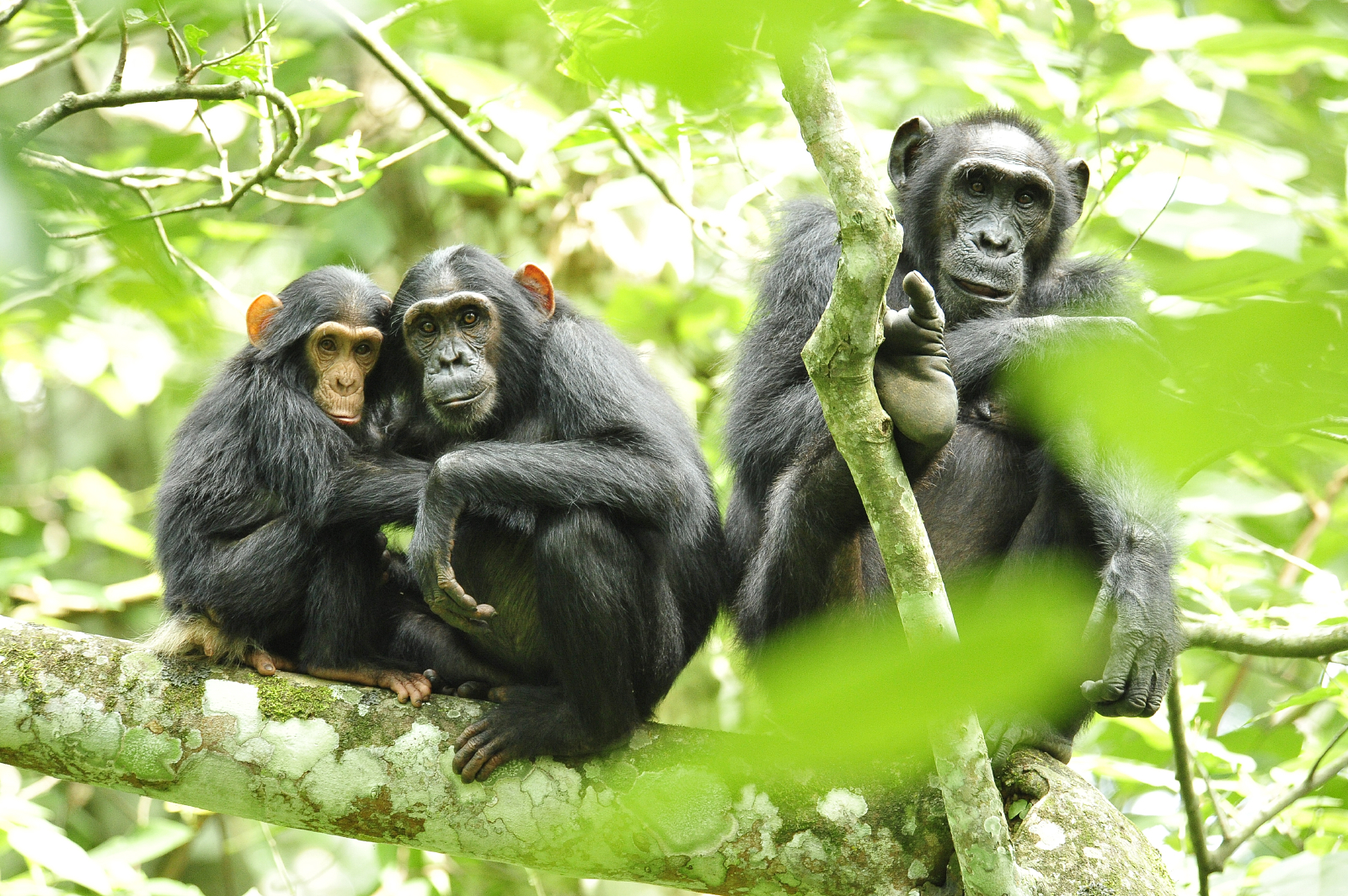
Grup în Uganda

Structura socială a cimpanzeilor este descrisă ca o „organizație de separare și fuzionare”. Aceasta înseamnă că trăiesc în grupuri mari formate din 20 până la peste 150 de membri, care adesea se împart în subgrupuri – de exemplu pentru a căuta hrană – și apoi se reunesc din nou, mai ales pentru a dormi. Atât masculii, cât și femelele uneori fac incursiuni de unii singuri. Aceste subgrupuri sunt foarte flexibile și includ de obicei patru până la opt membri, semnificativ mai puțin decât la bonobo. Compoziția și dimensiunea subgrupurilor este foarte variabilă și diferă, de asemenea, de la populație la populație.
În centrul structurii sociale se află masculii, care patrulează teritoriul, protejează membrii grupului și caută hrană. Masculii rămân în comunitățile lor natale, în timp ce femeile emigrează, în general la adolescență. Printre masculi există o structură ierarhică distinctă. Cu toate acestea, această structură socială neobișnuită de separare-fuziune, „în care porțiuni din grupul părinte se pot separa în mod regulat și apoi se pot alătura restului”  este foarte variabilă în ceea ce privește cimpanzeii individuali care se adună la un moment dat. Acest lucru este cauzat în principal de măsura mare de autonomie individuală pe care o au indivizii în cadrul grupurilor lor sociale de separare-fuziune. Ca rezultat, cimpanzei individuali adesea se hrănesc de unii singuri sau în subgrupuri mici, spre deosebire de grupul „părinte” mult mai mare, care cuprinde toți cimpanzeii care vin în mod regulat în contact și se strâng în reuniuni într-o anumită zonă.

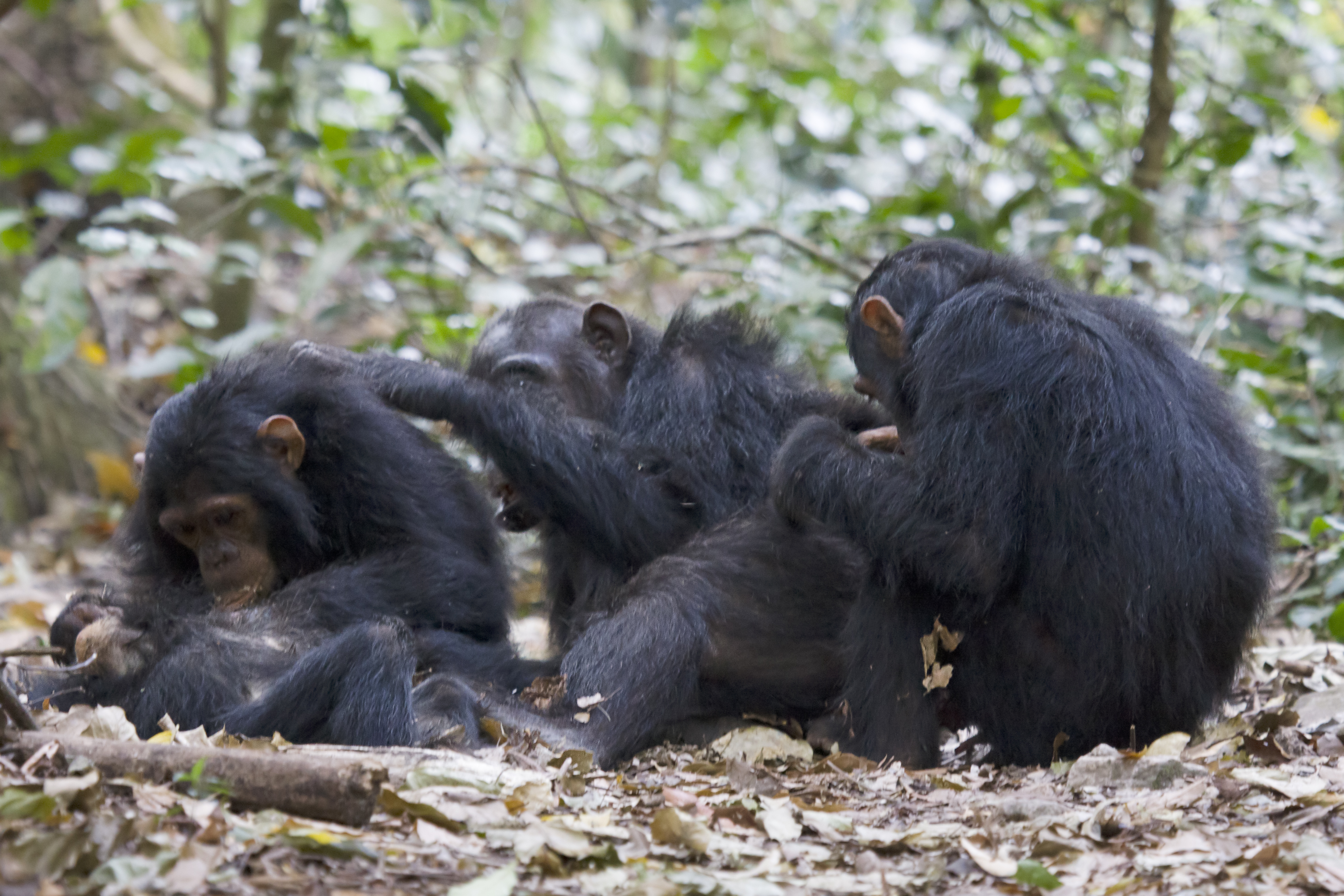
Îngrijirea reciprocă, îndepărtarea păduchilor

În rândul cimpanzeilor masculi există o ierarhie de dominație liniară. Masculii de rang superior tind să fie agresivi chiar și în timpul stabilității dominantei. Acest lucru se datorează probabil societății de separare-fuziune a cimpanzeului, cimpanzeii masculi părăsind grupurile și revenind după perioade lungi de timp. Un mascul dominant nu este sigur dacă a avut loc o „manevră politică” în absența sa și trebuie să-și restabilească dominația. Astfel, o cantitate mare de agresiune are loc în decurs de cinci până la cincisprezece minute după o reuniune. Sunt folosite diverse ritualuri, cum ar fi strigăte puternice, bătăi pe trunchiurile copacilor, demonstrații de forță – scutură ramuri sau aruncă pietre – și aleargă sau sar rapid în mod demonstrativ. În timpul acestor întâlniri, manifestările de agresiune sunt, în general, preferate în fața atacurilor fizice.
Masculii își mențin și își îmbunătățesc rangurile sociale formând coaliții, care au fost caracterizate drept „exploatatoare” și se bazează pe influența unui individ în interacțiunile combative. A fi într-o coaliție permite masculilor să domine un al treilea individ atunci când nu ar putea de unul singur, deoarece cimpanzeii cu aptitudini politice pot exercita putere asupra interacțiunilor agresive, indiferent de rangul lor. Coalițiile pot oferi, de asemenea, unui mascul individual încrederea de a contesta un mascul dominant sau mai mare. Cu cât un mascul are mai mulți aliați, cu atât este mai mare șansa sa de a deveni dominant. Cu toate acestea, cele mai multe modificări ale rangului ierarhic sunt cauzate de interacțiunile diade. Alianțele cimpanzeilor pot fi foarte nestatornice și un membru poate apela brusc la altul dacă este în avantajul său. Masculii de rang inferior își schimbă frecvent părțile în disputele dintre indivizii mai dominanți. Masculii cu rang scăzut beneficiază de o ierarhie instabilă și găsesc adesea oportunități sexuale crescute dacă apare o dispută sau un conflict. În plus, conflictele dintre masculii dominanți îi determină să se concentreze unul pe celălalt, mai degrabă decât pe masculii cu rang inferior. 

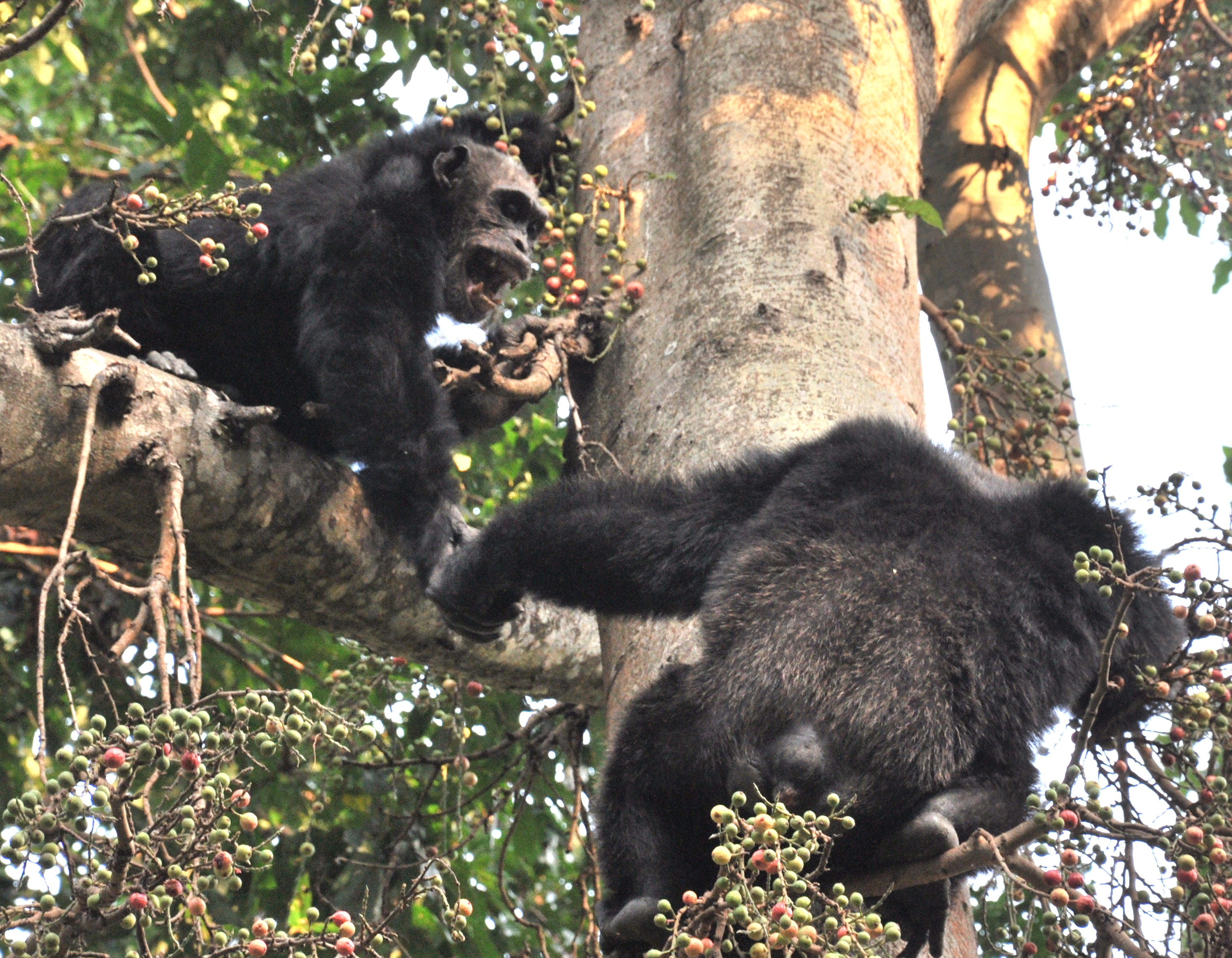
Masculi în Mahale National Park, Tanzania

Ierarhiile sociale în rândul femelelor adulte tind să fie mai slabe. Cu toate acestea, statutul unei femele adulte poate fi important pentru descendenții ei. Femelele din Taï au fost înregistrate formând alianțe. În timp ce structura socială a cimpanzeilor este adesea denumită patriarhală, nu este în întregime nemaiauzit ca femelele să creeze coaliții împotriva masculilor. Există cel puțin un caz înregistrat de femele care asigură o poziție dominantă asupra masculilor în grupul respectiv, deși într-un mediu captiv. Îngrijirea socială pare a fi importantă în formarea și menținerea coalițiilor. Este mai frecventă la masculii adulți decât la femelele adulte și între masculi și femele.
Cimpanzeii au fost descriși ca fiind foarte teritoriali pentru care vor ucide frecvent alți cimpanzei, deși Margaret Power a scris în cartea sa din 1991 The Egalitarians că în studiile de teren din care provin datele agresive, Gombe și Mahale, s-au folosit sisteme artificiale de hrănire care au sporit agresivitatea în populațiile de cimpanzei studiate și ca atare s-ar putea să nu reflecte caracteristicile înnăscute ale speciei ca întreg. În anii care au urmat condițiilor de hrănire artificială la Gombe, Jane Goodall a descris grupuri de cimpanzei masculi care patrulau la granițele teritoriului lor, atacând brutal cimpanzeii care se despărțiseră de grupul Gombe. Un studiu publicat în 2010 a constatat că cimpanzeii duc războaie pe teritoriu, nu pentru ceilalți membri. Deși s-a acceptat în mod tradițional că doar femelele cimpanzeu imigrează și masculii rămân în grupul natal pe viață, există cazuri confirmate de masculi adulți care se integrează în siguranță în noi comunități printre cimpanzeii din Africa de vest, sugerând că sunt mai puțin teritoriali decât alte subspecii.

### Împerecherea și creșterea puilor

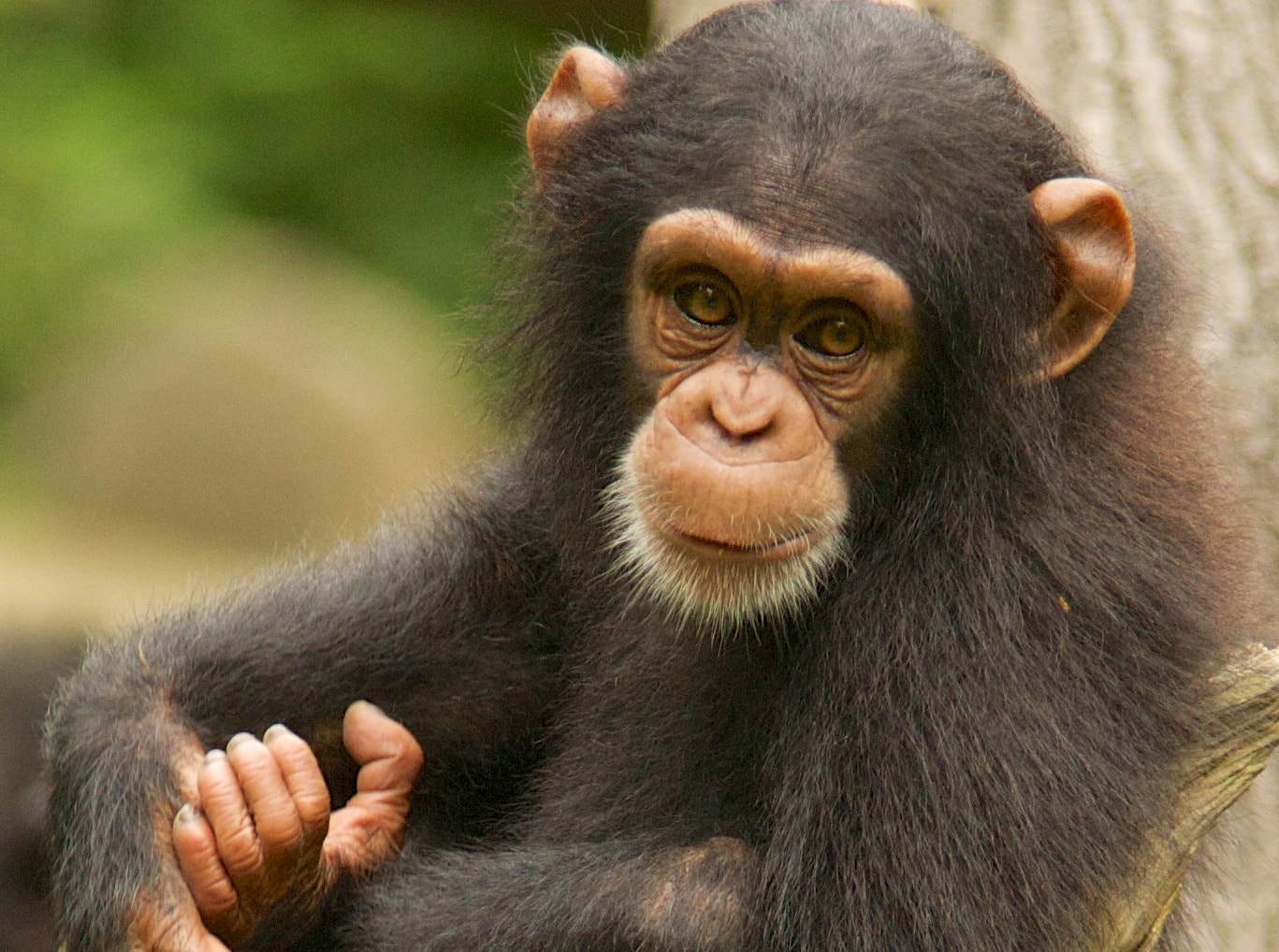
Pui de cimpanzeu

Cimpanzeii se împerechează pe tot parcursul anului, deși numărul femelelor la estru variază sezonier într-un grup. Femelele cimpanzeu sunt mai predispuse să intre la estru atunci când hrana este abundentă. Estrul durează aproximativ 6 până la 7 zile, timp în care zonele extinse ale pielii genitale și perianale sunt umflate. Cimpanzeii sunt promiscui; în timpul estrului, femelele se împerechează cu mai mulți masculi din comunitatea lor. Există și alte forme de împerechere. Masculii dominanți ai unei comunități restricționează uneori accesul reproductiv la femele. Un mascul și o femelă pot forma un consorțiu și se pot împerechea în afara comunității lor. În plus, femelele își părăsesc uneori comunitatea și se împerechează cu masculi din comunitățile învecinate. Aceste strategii alternative de împerechere oferă femelelor mai multe oportunități de împerechere fără a pierde sprijinul maculilor din comunitatea lor.
Infanticidul a fost înregistrat în comunitățile de cimpanzei din unele zone și victimele sunt adesea consumate. Cimpanzeii masculi omoară puii cu care nu sunt înrudiți pentru a scurta intervalele între nașteri la femele. Femelele practică uneori infanticidul; acest lucru poate fi legat de ierarhia dominanței la femele sau poate fi pur și simplu patologic.

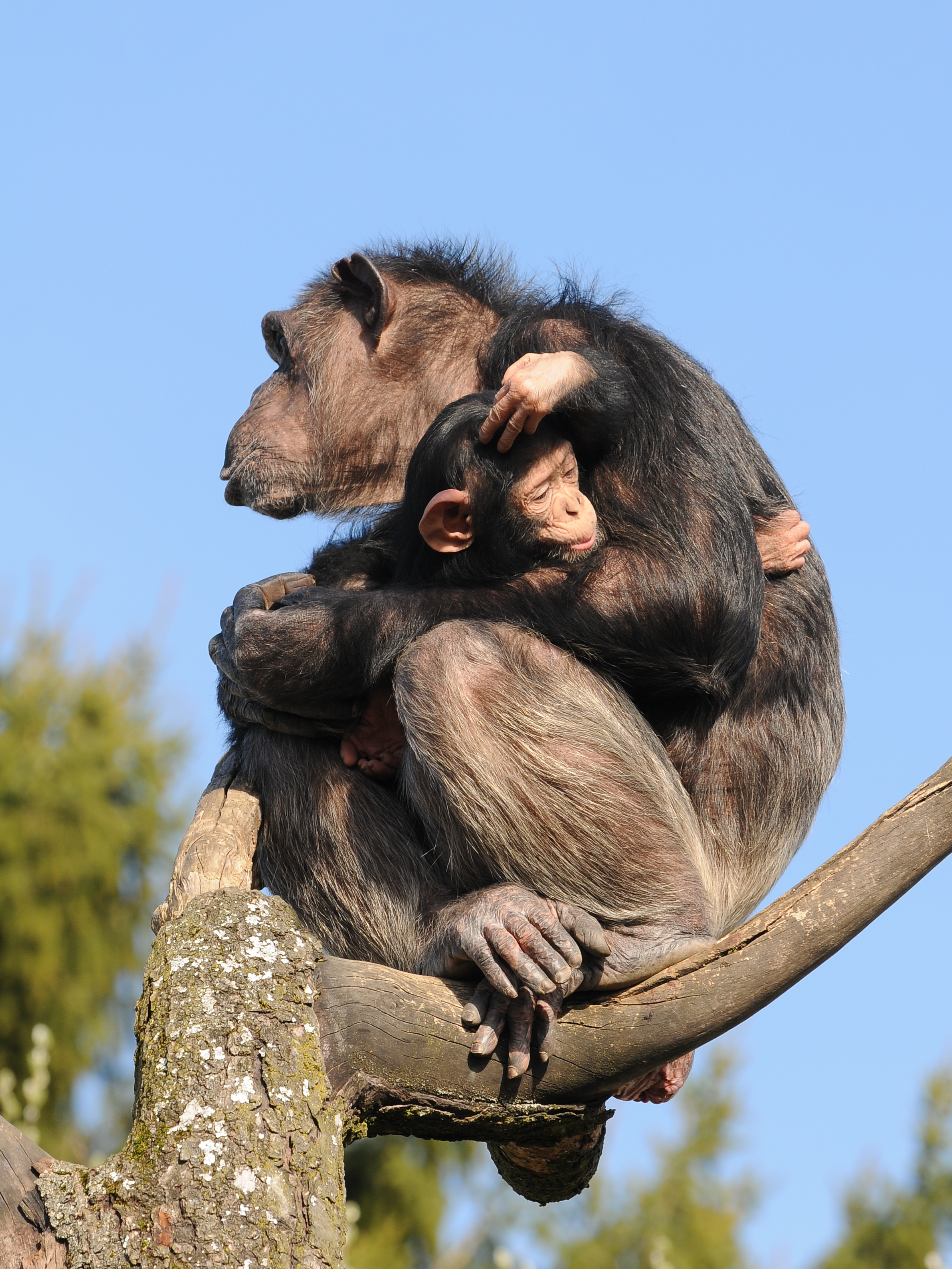
Femelă cimpanzeu cu pui

Copulația este scurtă, durând aproximativ șapte secunde. Perioada de gestație este de opt luni.  Îngrijirea puilor este asigurată în principal de mame. Supraviețuirea și sănătatea emoțională a puilor depind de îngrijirea maternă. Mamele le oferă puilor mâncare, căldură și protecție și îi învață anumite abilități. În plus, rangul viitor al unui cimpanzeu poate depinde de statutul mamei sale. Cimpanzeii nou-născuți sunt neajutorați; reflexul lor de prindere nu este suficient de puternic pentru a-i susține mai mult de câteva secunde. În primele 30 de zile, sugarii se agață de burta mamei lor. Ei nu-și pot susține propria greutate în primele două luni și au nevoie de sprijinul mamei lor.

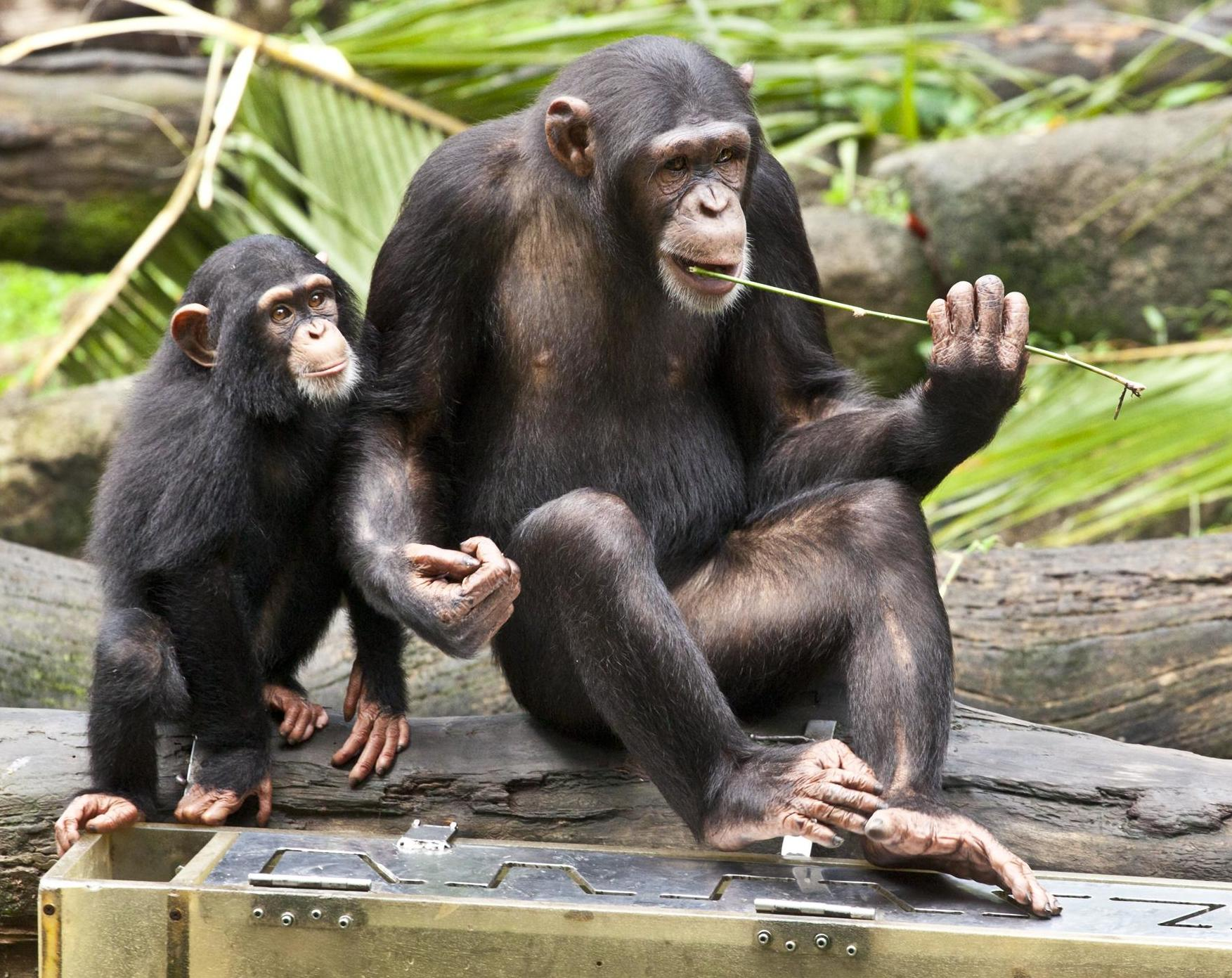
Pui de cimpanzeu atent la acțiunile mamei

Când ajung la cinci până la șase luni, sugarii se agață de spatele mamei. Ei rămân în contact continuu pentru restul primului an. Când ating vârsta de doi ani, sunt capabili să se miște și să stea în mod independent și încep să se deplaseze dincolo de brațele mamei. Până la patru până la șase ani, cimpanzeii sunt înțărcați și copilăria se termină. Perioada juvenilă a cimpanzeilor durează de la al șaselea la al nouălea an. Minorii rămân aproape de mame, dar interacționează din ce în ce mai mult cu ceilalți membri ai comunității lor. Femelele adolescente se mișcă între grupuri și sunt susținute de mame în timpul încăierărilor. Masculii adolescenți petrec timp cu masculii adulți în activități sociale, cum ar fi vânătoarea și patrularea la graniță. Un studiu pe cimpanzei captivi sugerează că masculii pot imigra în siguranță într-un grup nou dacă sunt însoțiți de femei imigrante care au o relație existentă cu acest mascul. Acest lucru oferă masculilor rezidenți avantaje reproductive cu aceste femele, deoarece ele sunt mai înclinate să rămână în grup dacă este acceptat și prietenul lor mascul.

### Comunicare
Cimpanzeii folosesc expresii faciale, posturi și sunete pentru a comunica între ei. Cimpanzeii au fețe expresive, care sunt importante în comunicările de aproape. Când este înspăimântat, un „rânjet complet închis” face ca indivizii din apropiere să fie temătoare. Cimpanzeii jucăuși prezintă un rânjet cu gura deschisă. Se pot exprima, de asemenea, cu „țuguierea buzelor”, care se face atunci când suferă, „râsul”, care se face atunci când este amenințător sau înfricoșat și „fața cu buze comprimate”, care este un tip de afișaj. Atunci când se supune unui individ dominant, un cimpanzeu se răsucește, face mișcări rapide sus-jos, întinde o mână. Când se află într-un mod agresiv, cimpanzeul se învârte biped, cocoșat și cu brațele fluturând, în încercarea de a-și exagera mărimea.
În timp ce fac incursiuni, cimpanzeii păstrează contactul bătând cu mâinile și picioarele trunchiurile copacilor mari, fapt cunoscut sub numele de „a tambura”. De asemenea, fac acest lucru atunci când întâlnesc indivizi din alte comunități.
Vocalizările sunt importante în comunicarea cimpanzeilor. Strigătul masculilor dominanți atunci când cheamă grupurile îndepărtate este compus din patru părți: introducerea cu „huuu”-uri ușoare, acumularea cu sunete care devin din ce în ce mai tari, apogeul când ajunge la țipete și uneori la lătraturi, și înapoi la „huuu”-uri ușoare în timpul fazei de descreștere pe măsură ce strigătul se se termină. Mârâitul se face în situații precum hrănirea și salutarea. Indivizii supuși „pufăie-zgomotos” către superiorii lor. Scâncetul este făcut de cimpanzeii tineri ca formă de cerșetorie sau când este pierdut de grup. Cimpanzeii folosesc strigăte la distanță pentru a atrage atenția asupra pericolului, a surselor de hrană sau a altor membri ai comunității.

## Inteligență și cogniție

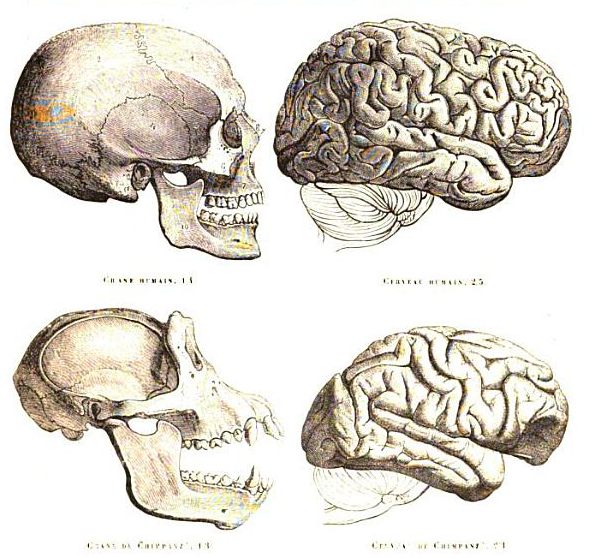
Craniu și creier uman și de cimpanzeu. Diagrama lui Paul Gervais din Histoire naturelle des mammifères (1854)

Cimpanzeii prezintă numeroase semne de inteligență, de la capacitatea de a-și aminti simboluri  până la cooperare,  utilizarea uneltelor, și poate limbajul. Sunt printre speciile care au trecut testul oglinzii, sugerând conștiița de sine.
Un studiu de 30 de ani realizat de Institutul de Cercetare a primatelor de la Universitatea Kyoto a arătat că cimpanzeii sunt capabili să învețe să recunoască numerele de la 1 la 9 și valorile lor. Cimpanzeii arată în continuare o aptitudine pentru memoria fotografică, demonstrată în experimente în care cifrele amestecate sunt aprinse pe ecranul calculatorului pentru mai puțin de un sfert de secundă. Un cimpanzeu, Ayumu, a putut indica corect și rapid pozițiile în care au apărut în ordine crescătoare. Ayumu a performat mai bine decât adulții umani cărora li s-a dat același test.
În experimentele controlate de cooperare, cimpanzeii arată o înțelegere de bază a cooperării și recrutează cei mai buni colaboratori. Într-un cadru de grup cu un dispozitiv care livra recompense alimentare doar cimpanzeilor cooperanți, cooperarea a crescut mai întâi, apoi, datorită comportamentului competitiv, a scăzut, înainte de a crește în cele din urmă la cel mai înalt nivel prin pedepse și alte comportamente de arbitraj.
Maimuțele antropoide manifestă vocalizări asemănătoare râsului ca răspuns la contactul fizic, cum ar fi lupta, urmărirea jocului sau gâdilarea. Acest lucru este documentat la cimpanzeii sălbatici și captivi. Râsul cimpanzeului nu este ușor de recunoscut de oameni ca atare, deoarece este generat de alternarea inhalărilor și expirațiilor care sună mai mult ca respirație și gâfâit. Au fost raportate cazuri în care primatele neumane și-au exprimat bucuria. Oamenii și cimpanzeii împărtășesc zone similare de gâdilare ale corpului, cum ar fi axile și burta. Plăcerea de a gâdila la cimpanzei nu scade odată cu înaintarea în vârstă.

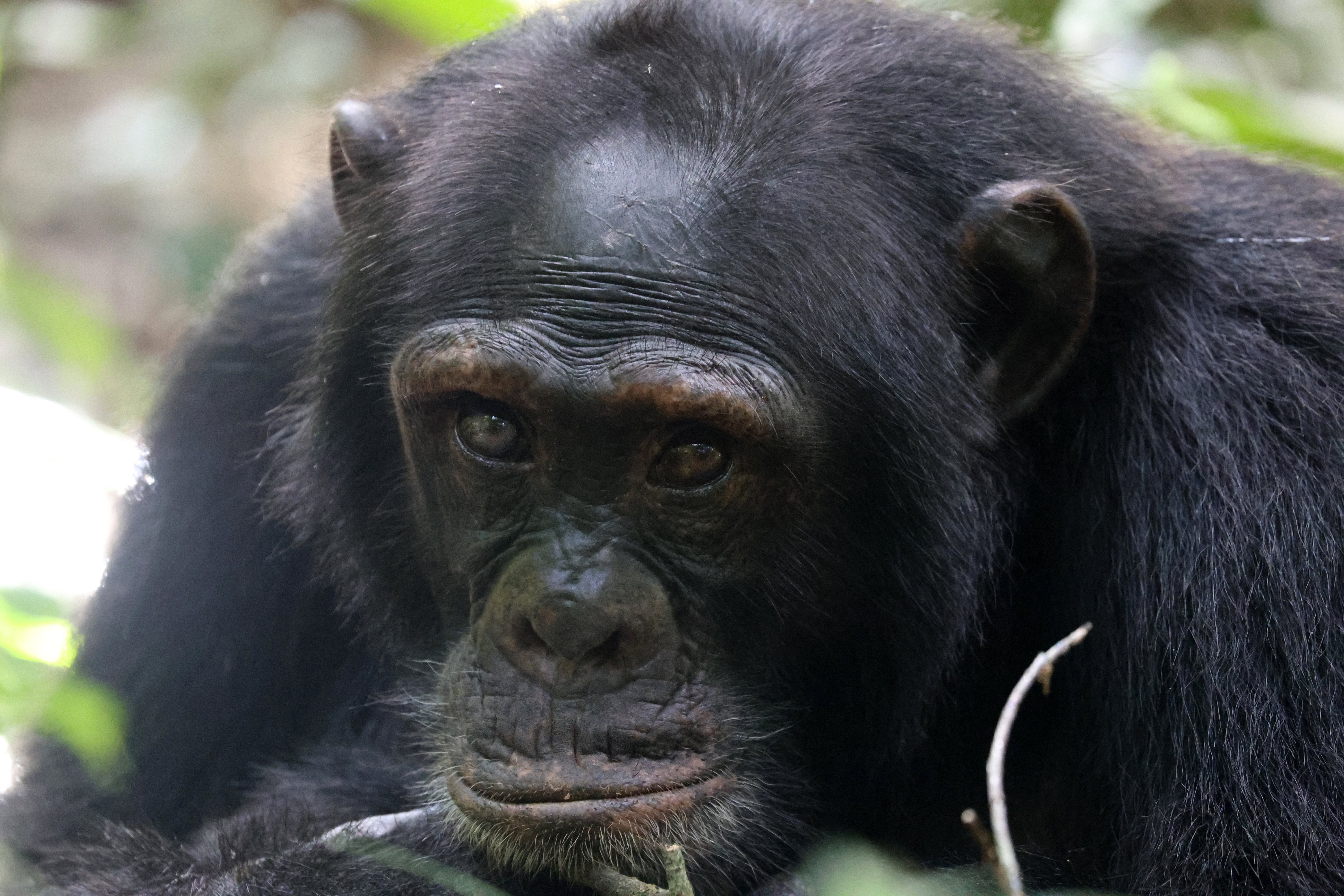
Teoria minții la animale este capacitatea animalelor non-umane de a atribui stări mentale lor înșiși și altora.

Cimpanzeii au prezentat comportamente diferite ca răspuns la moartea unui membru al grupului sau un membru aflat pe moarte. Când asistăm la o moarte subită, ceilalți membri ai grupului acționează cu frenezie, cu vocalizări, manifestări agresive și atingerea cadavrului. Într-un caz, cimpanzeii au avut grijă de un bătrân pe moarte, apoi au participat și au curățat cadavrul. Ulterior, au evitat locul în care a murit bătrânul cimpanzeu și s-au comportat într-un mod mai supus. S-a raportat că mamele își transportă și își îngrijesc bebelușii morți timp de câteva zile.
Cu toate acestea, oamenii care realizează experimente cu cimpanzeii asistă din când în când la un comportament care nu poate fi ușor reconciliat cu inteligența cimpanzeului sau teoria minții. Wolfgang Köhler, de exemplu, a raportat un comportament perspicace la cimpanzei, dar, de asemenea, el a observat adesea că au întâmpinat „dificultăți speciale” în rezolvarea problemelor simple. Cercetătorii au raportat, de asemenea, că, atunci când se confruntau cu o alegere între două persoane, cimpanzeii cereau hrană și de la un individ care putea vedea gestul prin care cere mâncare, precum și de la un individ care nu putea vedea, ridicând astfel posibilitatea că cimpanzeilor le lipsește teoria minții.

### Utilizarea uneltelor
Cimpanzeii obișnuiți au fost observați în mod repetat folosind unelte. Folosesc frunze mestecate ca bureți pentru a scoate apa din găurile copacilor, lamele de iarbă și bețele sunt prelucrate și introduse în movilele de termite, astfel încât să poată mânca insectele. Pietrele sau ramurile servesc drept ciocan și nicovală pentru a sparge nucile, iar bețele sunt folosite drept cârlige pentru a trage ramurile fructifere. În ciuda lipsei de complexitate, gândirea și priceperea sunt evidente în realizarea acestor unelte. Cimpanzeii au folosit unelte din piatră de acum cel puțin 4.300 de ani.
Un cimpanzeu din comunitatea cimpanzeilor Kasakela a fost primul animal non-uman menționat că a fabricat o unealtă, modificând o crenguță pentru a extrage termite din movila lor. Când vor să se hrănească cu miere, cimpanzeii folosesc bețe scurte modificate pentru a scoate mierea din stup. Pentru stupii albinelor africane periculoase, cimpanzeii folosesc bețe mai lungi și mai subțiri pentru a extrage mierea. Cimpanzeii din Africa de vest sparg nucile tari cu pietre sau ramuri groase și scurte.
S-a descoperit că cimpanzeii vest-africani din Senegal ascuțeau bețe cu dinții, care au fost apoi folosite pentru a străpunge galago de Senegal din găurile copacilor. Un cimpanzeu din est a fost observat folosind o ramură modificată ca unealtă pentru capturarea unei veverițe.
În timp ce studiile experimentale asupra cimpanzeilor captivi au descoperit că multe dintre comportamentele lor tipice de utilizare a uneltelor pot fi învățate individual de fiecare cimpanzeu, un studiu din 2021 privind abilitățile lor de a produce și de a folosi așchii de  piatră într-un mod similar cu homininii timpurii, nu a găsit acest comportament la cele două populații de cimpanzei studiate.